# Dream Street (álbum)
Dream Street é o segundo álbum de estúdio da cantora americana Janet Jackson.
Foi lançado em Outubro de 1984, pelo selo A&M Records. Mais pop que seu álbum anterior, Janet Jackson, Dream Street conseguiu um sucesso moderado e Janet não conseguiu emplacá-lo nos charts. Também, é um dos álbuns mais raros de sua carreira, por ser difícil de ser encontrado, e um dos menos favoritos de seus fãs. Os singles do álbum foram "Don't Stand Another Chance", que foi um pequeno hit no chart R&B da Billboard, "Fast Girls" e "Two to the Power of Love". O disco vendeu 2 milhões de cópias mundialmente.

## Faixas
1. "Don't Stand Another Chance" (John Barnes, Janet Jackson, Marlon Jackson) – 4:18
2. "Two to the Power of Love" (with Cliff Richard) (Peter Beckett, Steven A. Kipner) – 3:08
3. "Pretty Boy" (Jesse Johnson) – 6:37
4. "Dream Street" (Arthur Barrow, Pete Bellotte, John Philip Shenale) – 3:57
5. "Communication" (Paul Bliss) – 3:16
6. "Fast Girls" (Johnson) – 3:20
7. "Hold Back the Tears" (Chris Eaton) – 3:15
8. "All My Love to You" (Marlon Jackson, Anthony Patler) – 5:46
9. "If It Takes All Night" (David A. Bryant, Jay Gruska) – 4:08

## Desempenho nas tabelas musicais
| Chart (1984)                                    | Peak position |
| ----------------------------------------------- | ------------- |
| Estados Unidos Billboard 200                    | 147           |
| Estados Unidos Billboard Top R&B/Hip-Hop Albums | 19            |